# Dendrobium spathulatum
Dendrobium spathulatum är en orkidéart som beskrevs av Louis Otho Otto Williams. Dendrobium spathulatum ingår i släktet Dendrobium, och familjen orkidéer. Inga underarter finns listade i Catalogue of Life.